# تاريخ الإكوادور

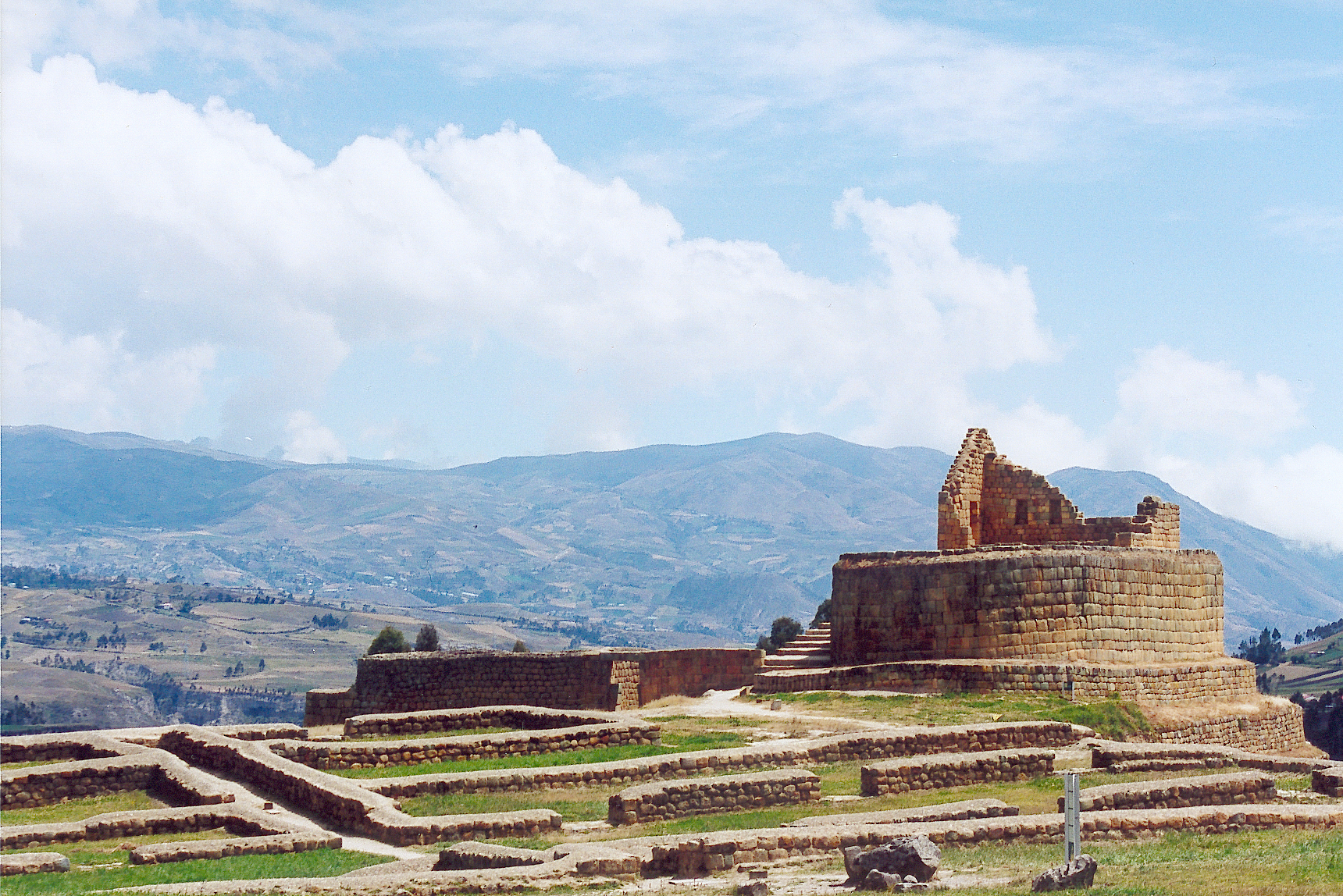

يمتد تاريخ الأكوادور لمدة 8000 عامًا. أثرت عدة ثقافات ومناطق متنوعة في ذلك الوقت على ما أصبح فيما بعد جمهورية الإكوادور. يمكن أن ينقسم تاريخها إلى ست حقب: العصر ما قبل الكولومبي والغزو وفترة الاحتلال وحرب الاستقلال و كولومبيا الكبرى وسيمون بوليفار الفصل الأخير لرؤيته إلى ما يُعرف اليوم بجمهورية الإكوادور.

## الإكوادور القبل كولومبية
أثناء حقبة ما قبل الإنكا، عاش الناس لسنوات وكونوا قبائل عظيمة وتحالف بعضهم مع البعض الآخر لتكوين اتحاد قوي، مثل اتحاد الكيتو. لكن لم يتمكن أحد هذه الاتحادات من مقاومة الزخم الهائل لتوانتينسويو. كان غزو الإنكا في القرن السادس عشر دمويًا مؤلمًا. مع ذلك، بمجرد احتلال مضيفي واينا كاباك من الكيتو لهم (1593- 1595)، طوَّر الإنكا إدارةً شاملة وبدأوا في احتلال المنطقة. يمكن أن ينقسم العصر ما قبل الكولومبي إلى أربع حقب: حقبة ما قبل الخزف والحقبة التكوينية وحقبة التطوير الإقليمي وحقبة التكامل ووصول الإنكا.
تبدأ حقبة ما قبل الخرف مع نهاية العصر الجليدي الأول واستمرت حتى 4200 قبل الميلاد. هيمنت حضارة لاس فيغاس وحضارات الإنغا على هذه الحقبة. عاشت حضارة لاس فيغاس على شبه جزيرة سانت إيلينا على ساحل الإكوادور بين 9000- 6000 قبل الميلاد. كان السكان الأوائل من الصيادين والجامعين وصائدي الأسماك. حول عام 6000 قبل الميلاد، كانت الحضارات في هذه المنطقة من ضمن أوائل الحضارات التي تبدأ في الزراعة. عاش الإنغا في سلسلة جبال السيرا قرب الكيتو الموجودة في الوقت الحالي بين عام 9000 و8000 قبل الميلاد على طول الطريق التجاري القديم.
أثناء الحقبة التكوينية، تحول سكان المنطقة من جمع الصيد والزراعة البسيطة إلى مجتمع أكثر تطورًا مع تطورات دائمة تشمل زيادة الزراعة واستخدام الخرف. تضمنت الحضارات الجديدة حضارة الماشاليلا وحضارة فالديفيا وحضارة كوريرا في الساحل؛ وحضارة كوتوكالو وحضارة التشيمبا على سلسلة جبال السيرا؛ وحضارة باستازا وتشيغوازا في المنطقة الشرقية. حضارة فالديفيا هي أول حضارة تُكتشف منها آثار هامة. يرجع تاريخ حضارتهم إلى وقت مبكر من عام 3500 قبل الميلاد. ونظرًا لعيشهم في منطقة قرب الفالديفيا، كانوا أول من يستخدم الفخار من الأمريكان. عبروا البحار وأسسوا شبكة تجارية مع قبائل في الإنديز والأمازون. تبعت حضارة فالديفيا حضارة الماتشاليلا التي كانت حضارة زراعية ازدهرت على طول ساحل الإكوادور بين الألفية الثانية والأولى قبل الميلاد. ويبدو أن هؤلاء هم أول من زرع الذرة في هذا الجزء من أمريكا الجنوبية. وعاشت حضارة كوريرا التي وُجدت في الحقبة التكوينية المتأخرة في الأنديز والمناطق الساحلية بين 1000 و300 قبل الميلاد.

### حقبة التنمية الإقليمية
تُعرف حقبة التنمية الإقليمية بالوقت الذي تشكلت فيه أول مرة الفروق الإقليمية في التنظيم الإقليمي أو السياسي أو الاجتماعي. من المدن الرئيسية لهذه الحقبة حضارات جامبيلي وغوانغالا وباهيا وتيجار داول ولا توليتا وجاما كواك في ساحل الإكوادور وفي سلسلة جبال سيرو ناريو ألاوسي وفي أدغال الأمازون الإكواردية المُسماة بالتايوز.

#### الباهيا
التمثال من 300 قبل الميلاد - 500 بعد الميلاد) لا تشيمبا، هو موقع أول عمل خزفي شمال الأنديز، شمال كيتو، وهو يمثل الحقبة التكوينية في مرحلتها النهائية. اتصل سكانها بعدة قرى على الساحل والجبال، مع الحفاظ على مقربة من حضارة كوتوكولاو، التي تقع على هضبة كيتو والوديان المحيطة بها. احتلت ثقافة باهيا المنطقة التي تمتد من سفوح جبال الأنديز إلى المحيط الهادئ، ومن باهيا دي كاراكيز إلى الجنوب من مانابي. سكنت ثقافة جامايكا في المناطق الواقعة بين كابو سان فرانسيسكو في إسميرالداس، إلى باهيا دي كاراكيز، في مانابي، في منطقة من التلال المشجرة والشواطئ الشاسعة لمهاجريها الذين سهّلوا جمع موارد كل من الغابة والمحيط.

#### حضارة لا توليتا
تطورت حضارة اللاتوليتا في المنطقة الساحلية لجنوب كولومبيا وشمال الإكوادور بين عام 600 قبل الميلاد و200 بعد الميلاد. اكتُشفت عدة مواقع أثرية التي تُظهر طبيعة فنية راقية لهذه الحضارة. وتتميز الأدوات بحلي ذهبية وأقنعة مجسمات بشرية وتماثيل تعكس مجتمعًا هرميًا ذا مراسم احتفال معقدة.

### حقبة التكامل ووصول الإنكا
تكاملت القبائل خلال الإكوادور أثناء هذه الحقبة. فبنوا منازل أفضل سمحت لهم بتحسين ظروف معيشتهم وألّا يعودوا ضحية الطقس بعد ذلك. في كونسانغوا بيلارو الجبلية، نشأت حضارتا الكابولي والبيارتال توزا، كانت مرحلة الياسوني في المنطقة الشرقية بينما تطورت حضارات الميلاغرو ومانتينّا وهوانكافيلكا على الساحل.

#### المانتينّو
كانت حضارة المانتينو آخر حضارة قبل كولومبية على المنطقة الساحلية توجد بين 600- 1534. كانوا أول من شهد وصول السفن الأسبانية مبحرةً في المحيط الهادي. وفقًا للأدلة الأثرية والسجلات الأسبانية امتدت الحضارة من باهيا دي كاراكيز حتى سير ودي هوجاز في الجنوب. كانوا نساجين ممتازين وأنتجوا منسوجات ومصنوعات من الذهب والفضة وقشور فقارية فضية وأم اللآلئ. سيطر المانتينو على البحار وخلقوا طرقًا للتجارة تمتد من تشيلي إلى جنوب ميكسيكو وغربها وحتى الشمال. كان مركز الحضارة في منطقة مانتا التي سُميت كذلك تشريفًا لهم.

#### الهوانكافيلكا
يعتبر الهوانكافيلكا أهم حضارة قبل كولومبية في غواياس. تميز هؤلاء المحاربون بمظهرهم. حضارة الهوانكافيلكا هي أسطورة الغواياس والكيلز، وهو ما أعطى لمدينة غواياكيل اسمها.

#### الشيريس ومملكة الكيتو
كون شعوب الكيتو والبوروايا والكاناري الذين سكنوا مناطق الإنديز للإكوادور بحلول ذلك الوقت مملكة الكيتو. كانت مستوطنتهم الأصلية توجد في المنطقة التي تُعرف الآن بمدينة الكيتو وسُمي أهلها بشعب الكيتو. كان شعب الكيتو ضعفاء عسكريًا وكونوا فقط مملكة صغيرة سيئة التنظيم. وبسبب هذا لم تتمكن من إظهار مقاومة قوية ضد الغزاة، فهُزمت على يد الشيريس وخضعت لهم بسهولة، الشيريس هم سكان أصليون قدماء سكنوا مملكة الكيتو. هيمن الشيريس لمدة تزيد على 700 عامٍ، وشهدت سلالتهم الحاكمة غزو الإنكا توباك يوبانكي.

#### الإنكا
لقي توسع حضارة الإنكا شمالًا مما تُعرف حاليًا ببيرو أثناء القرن الخامس عشر مقاومةً شرسة من عدة قبائل إكوادورية، خصوصًا قبيلة الكاناري في المنطقة التي تحيط بالكوينكا حاليًا؛ شعب الكارا في سيرا شمال الكيتو جنبًا إلى جنب مع شعب الكيتو، الذين احتلوا موقع العاصمة الجديدة والذين كوّنوا معهم مملكة الكيتو. بدأ غزو الإكوادور في عام 1463 تحت قيادة الإنكا التاسع المحارب العظيم باتشاكوتي إنكا يوبانيكي. في هذا العام، تولى ابنه توبا قيادة الجيش وبدأ زحفه شمالًا عبر السيرا.
بحلول عام 1500، تغلب ابن توبا هواينا كاباك على مقاومة هذه الشعوب ومقاومة الكارا، وبالتالي توحدت معظم الإكادور الحديثة في تاوانتينسويو، أو إمبراطورية الإنكا. كان تأثير هؤلاء الغزاة في كوسكو (بيرو حاليًا) محدودًا في ما يقرب من نصف قرن، أو أقل من ذلك في بعض أجزاء الإكوادور. ظلت بعض جوانب الحياة كما هي خلال هذه الفترة. على سبيل المثال، ظلت المعتقدات الدينية التقليدية ثابتة خلال مدة حكم الإنكا. لكن كان لحكم الإنكا تأثيرًا عميقًا على مجالات أخرى مثل الزراعة وحيازة الأراضي والتنظيم الاجتماعي، بالرغم من قِصر المدة نسبيًا.